# ユゼフ・ザヨンツ

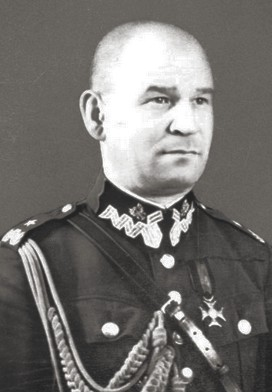
ユゼフ・ザヨンツ

ユゼフ・ルドヴィク・ザヨンツ（Józef Ludwik Zając；1891年3月14日 - 1963年12月12日）は、ポーランドの軍人。少将。
1939年、ポーランド空軍司令官。捕虜を免れ、イギリスに亡命。
1940年～1941年、第1ポーランド軍団（イギリス）副軍団長。1942年～1943年、ヴワディスワフ・アンデルス将軍の東部ポーランド軍副司令官。1943年～1945年、第1軍団（イギリス）長。
| スタブアイコン | サブスタブ | この項目は、まだ閲覧者の調べものの参照としては役立たない、人物に関連した書きかけの項目です。この項目を加筆・訂正などしてくださる協力者を求めています（P:人物伝/PJ:人物伝）。 |